# Costituzione francese del 1793
(Articolo 35 della Dichiarazione dei diritti nella costituzione repubblicana)

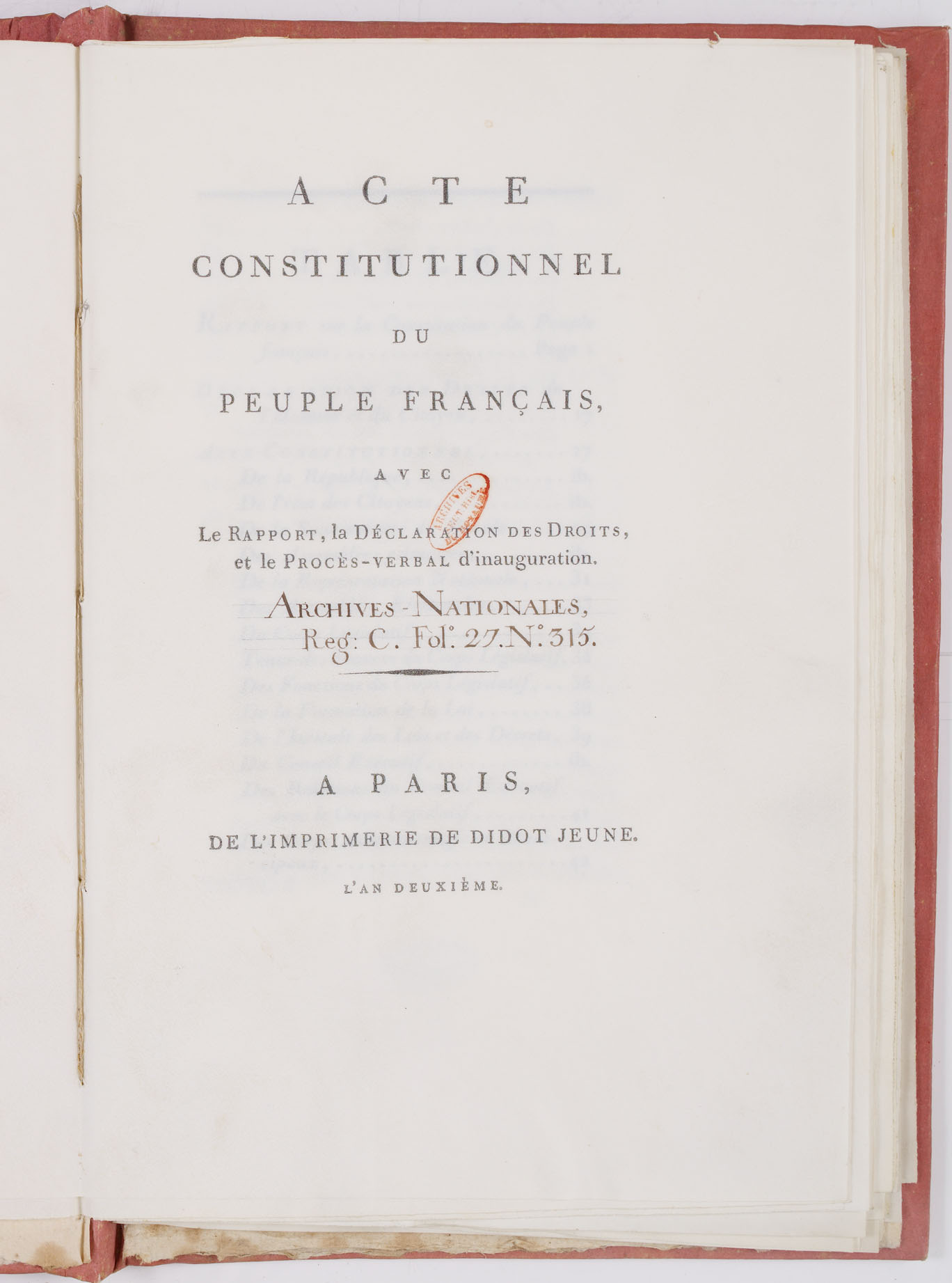
Costituzione francese del 1793

La Costituzione francese del 1793, anche detta Costituzione montagnarda o giacobina, o anche Costituzione dell'anno I o del 6 messidoro secondo il calendario repubblicano, è la carta costituzionale redatta dalla Convenzione nazionale, assemblea parlamentare eletta a suffragio universale maschile che, il 20 settembre 1792, proclamò la Repubblica.

## Caratteristiche
La Costituzione giacobina si presentò diversamente rispetto al 1789, con delle idee ispirate a Rousseau che la stravolsero completamente:
- La sovranità nazionale fu sostituita da quella popolare: ogni cittadino divenne titolare del potere attraverso il voto espresso a suffragio universale e diretto.
- I costituenti rifiutarono il principio della separazione dei poteri e se li ripresero.

## Antefatti e sua applicazione
I lavori della Convenzione per la redazione del testo proseguirono un po' lenti a causa della guerra dichiarata dalla Francia agli Asburgo, colpevoli di offrire riparo ai refugiès della nobiltà e del clero. Essa venne presentata nel 1793, ma fu poi accantonata e non entrò mai in vigore a partire dal noto decreto del 10 ottobre 1793, che stabilì che il governo sarebbe stato "rivoluzionario fino alla pace". Incominciò così il periodo del regime del terrore nel quale si contravvenne sistematicamente alla tutela e al rispetto di quei diritti e quelle libertà sanciti in questa Costituzione e nella celebre Dichiarazione del 1789. Fu firmata nel 1793 da Robespierre, che in quel periodo ricopriva la carica di Presidente della Convenzione nazionale, il massimo organo governativo della Repubblica.